# Pterichthyodes
Lo pterittiode (gen. Pterichthyodes) è un vertebrato estinto, appartenente alla classe dei placodermi, vissuto nel Devoniano medio (circa 450 milioni di anni fa).

## Un'armatura rigida

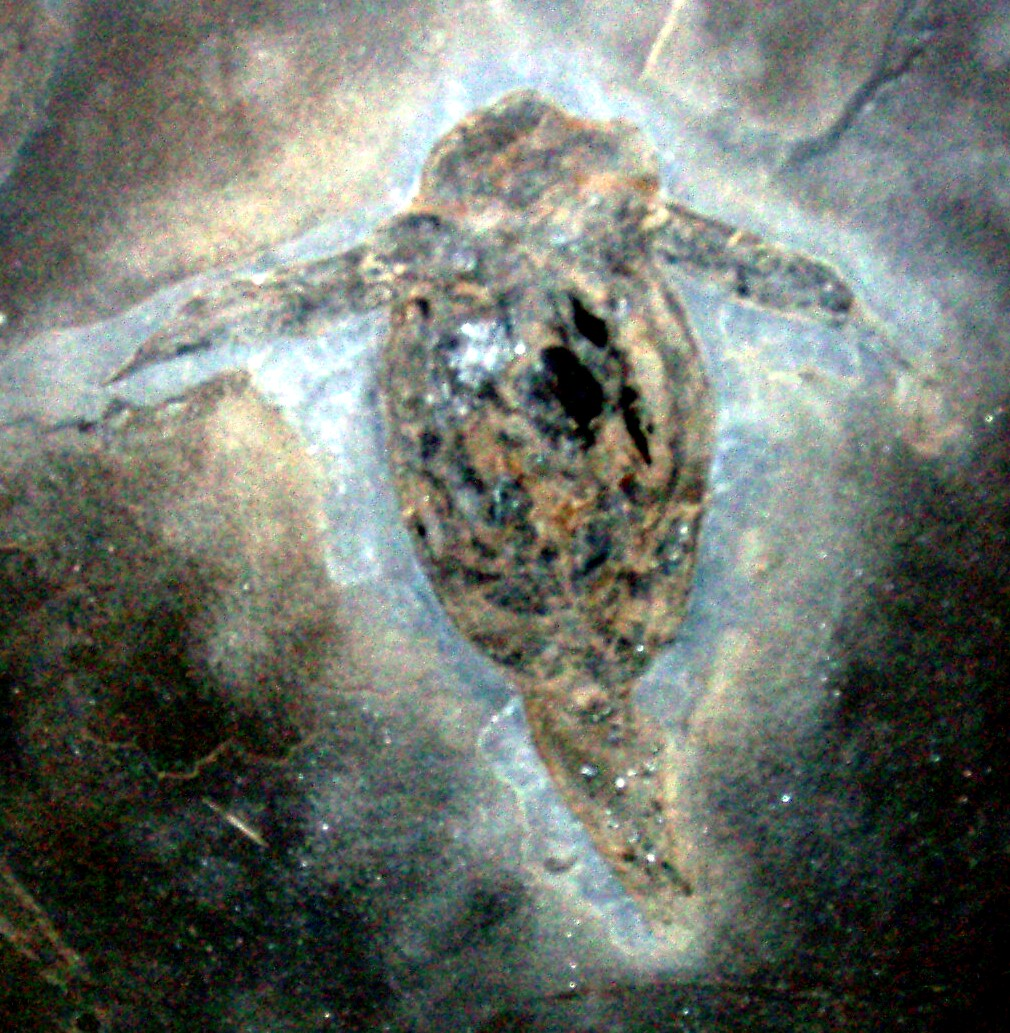
Fossile di Pterichthyodes milleri

La testa e la metà anteriore del corpo di questo "pesce" primitivo erano pesantemente corazzati: l'armatura era formata da una serie di placche che si intersecavano fra di oro attraverso giunture che rendevano la parte anteriore del corpo rigida. La metà inferiore, invece, assomigliava molto più a quella di un odierno pesce osseo, con tanto di coda muscolosa, pinne e scaglie. Pterichthyodes e i suoi stretti parenti (gli antiarchi, tra cui Bothriolepis) sono stati tra i primi vertebrati a possedere vere mascelle. I denti, però, non si erano ancora sviluppati, e in alcuni casi erano sostituiti da placche che permettevano di afferrare il cibo.

## Il "pesce alato"
Le strane appendici simili ad ali dello pterittiode (il cui nome significa "pesce alato"), dalla struttura così complessa, servivano probabilmente a spostare il corpo dell'animale lungo il fondo dei fiumi, il suo habitat naturale. Fossili di questo animale, la cui specie più nota è senza dubbio Pterichthyodes milleri, sono stati rinvenuti in Scozia, nelle formazioni note come Antiche arenarie rosse.